# Văn Đăng

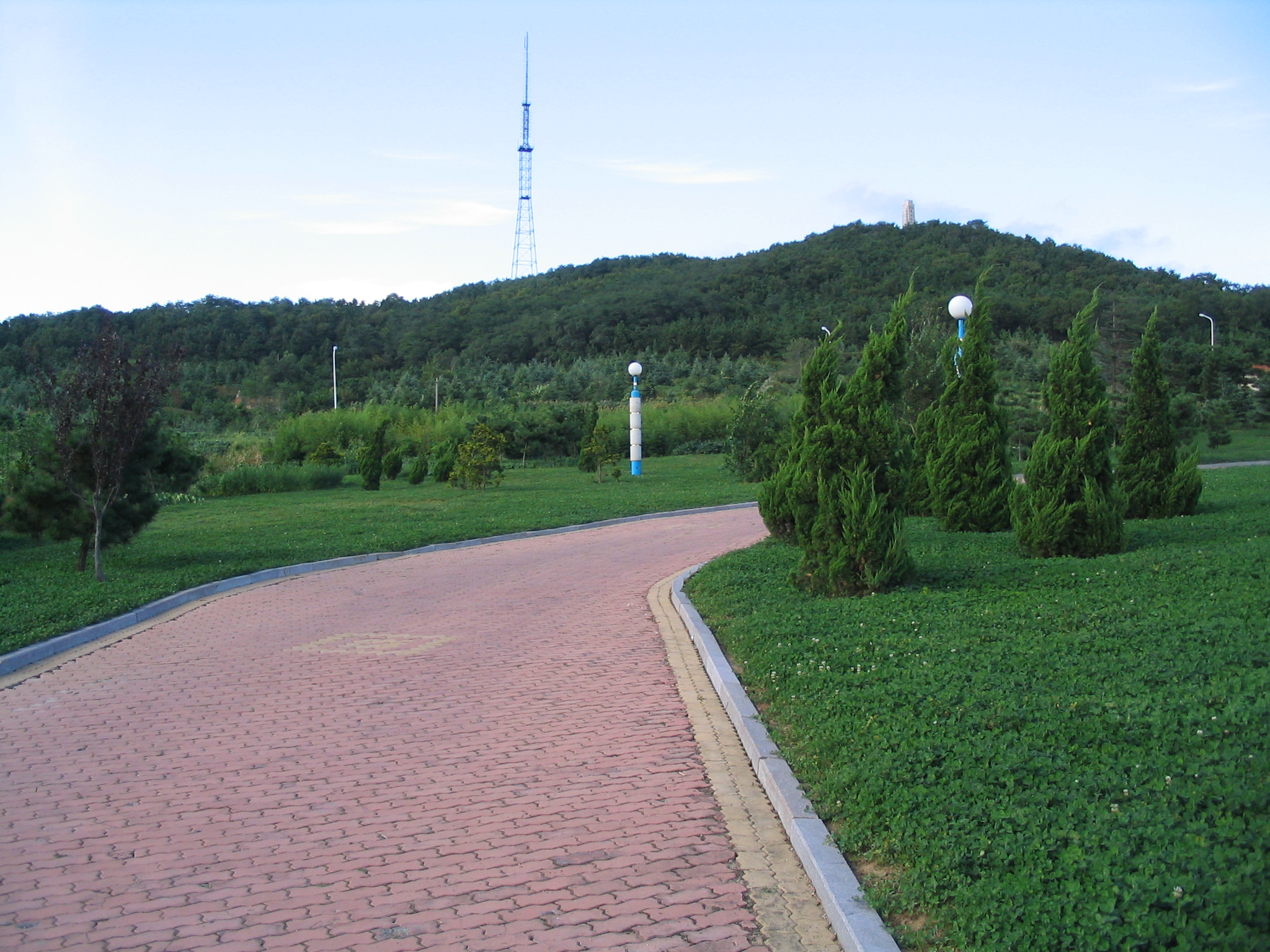
Một công viên ở Văn Đăng

Văn Đăng (giản thể: 文登区; phồn thể: 文登區; bính âm: Wéndēng Qū, âm Hán Việt: Văn Đăng khu) là một quận nằm ở trung tâm địa cấp thị Uy Hải, tỉnh Sơn Đông, Trung Quốc. Quận này có diện tích 1.616 km², dân số năm 2019 là 593.100 người, mật độ dân số đạt 370 người/km². Quận này có mã bưu chính 264400, mã vùng điện thoại 0631.

## Lịch sử
Ban đầu, Văn Đăng là huyện, đến năm 1988 được chuyển đổi thành thành phố cấp huyện và được nâng cấp lên quận vào tháng 3 năm 2014.

## Đặc điểm
Văn Đăng chủ yếu là nơi phát triển công nghiệp, với một bộ phận lớn dân đô thị làm nông nghiệp.

## Phân chia hành chính
Quận Văn Đăng được chia thành 16 đơn vị gồm 3 nhai đạo biện sự xứ, 12 trấn và 1 khu phát triển kinh tế.